# كريات نتافيم
كريات نتافيم (بالعبرية: קִרְיַת נְטָפִים) هي مستوطنة مجتمعية إسرائيلية في شمال الضفة الغربية. تقع على بعد حوالي 30 كم إلى الشرق من تل أبيب، تتبع إداريًا مجلس شمرون الإقليمي. بلغ عدد سكانها حوالي 937 نسمة في عام 2018.

## السكان
في عام 2019م كان عدد سكانها 958 نسمة غالبيتهم من يهود اليمن.

## الجانب القانوني
يعتبر المجتمع الدولي المستوطنات الإسرائيلية في الضفة الغربية غير قانونية بموجب القانون الدولي، لكن الحكومة الإسرائيلية تعارض ذلك.

## التاريخ
كريات نطافيم تأسست في يونيو عام 1984م على أراضٍ فلسطينية تابعة  لقراوة بني حسان ودير استيا، من قبل مجموعة من الأرثوذكس اليهود اليمنيين.
وكريات نطافيم هي واحدة من سلسلة مستوطنات بنيت على طول خط السامرة تل أبيب السريع (الطريق السريع الخامس) وهي قريبة من حديقة باركان الصناعية.

## اعتراضات واختلافات
في عام 2009 قامت منظمة السلام الآن برفع شكوى ضد وزير الدفاع إيهود باراك إلى المحكمة العليا الإسرائيلية، وذلك على خلفية بناء 14 مبنىً غير قانوني وغير مرخص على أراض فلسطينية خاصة. فقامت وزارة الدفاع بتصحيح وشرعنة المباني 14. في تشرين الثاني / نوفمبر 2014 بدأ هدم وقص المزيد من بيوت ومزارع قراوة بني حسان تحت حماية من قوات الجيش الإسرائيلي والهدف من ذلك لتوسيع هذه المستوطنة.

## شكاوى الفلسطينيين

### مشكلة الصرف الصحي
تعاني قراوة بني حسان غرب محافظة سلفيت، من الملوثات الناتجة عن قيام المستعمرين من مستع مرة كريات نتافيم بضخ كميات كبيرة من مياه الصرف الصحي عبر برك خاصة تقع داخل المستعمرة باتجاه الطريق الالتفافي رقم " 505" والمعروف باسم«عابر السامرة» حيث يخترق الطريق أراضي المحافظة من شرقها حتى غربها مروراً ببلدة قراوة بني حسان.
ومن الملفت للانتباه، أن ضخ مياه الصرفي الصحي «غير المعالجة» باتت تتخذ الشكل الدوري أي بمعنى آخر أنها باتت تضخ بشكل شبه يومي تجاه الطريق الالتفافي بصورة مقصودة ومتعمدة ومن ثم تسير على جنبات الطريق مسافة تزيد عن 2 كيلومتر حسب المشاهدة العينية والمتابعة الميدانية المباشرة لمركز أبحاث الأراضي.
ومن الجدير ذكره، أن مياه الصرف الصحي «غير المعالجة» تعتبر وسيلة رئيسية في جذب الحشرات والقوارض بمختلف أشكالها وأنواعها، عدى عن الروائح الكريهة والأضرار التي قد تمس بالإنسان بشكل مباشر وحتى البيئة الفلسطينية باتت عرضة للخطر نتيجة الملوثات الخطرة الناتجة عن مياه الصرف الصحي.

## الآثار
المستوطنة تقع على مقربة من العديد من المواقع الأثرية.

## التعليم
توجد في المستوطنة اثنين من رياض الأطفال وحضانة واحدة.